# Davorin Dolar
Davorin Dolar  (1 de gener 1921 - 12 de novembre de 2005) va ser un químic eslovè que va començar els seus estudis a la universitat de Ljubljana, de la qual també és alma mater. Es tracta un químic que estudià les solucions de polielectròlits, i també és considerat com un dels fundadors de física química moderna a Eslovènia. Era membre de l'acadèmia eslovèna de ciències i arts (Slovenska akademija znanosti in umetnosti)

## Educació i carrera
El 1939 va començar els seus estudis de química a la universitat de Ljubljana graduant-s'hi el 1944.Continu els seus estudis el 1947 a la universitat de Leningrad desenvolupant en el camp de la química física. El 1952 va passar a ser assistent del professor de química física a Ljubljana, i en 1954 es va traslladar a Brooklyn per treballar a l'institut politècnic.
Després de tornar a Ljubljana (1957) va obtenir el seu doctorat. És en 1960 quan serà nomenat professor associat (i finalment professor en 1965).
El 1960, Mentre treballava a la Càtedra de Química Física, va començar a fer la recerca de les propietats termodinàmiques i de transport de solucions polielectrolítiques. El 1978 es va convertir en Membre de ple Dret de l'Acadèmia Eslovena de Ciències i Arts. Va rebre el Premi Boris Kidric el 1979. Després de retirar-se de Ljubljana el 1989, va ser nomenat professor emèrit i va rebre una placa d'or de la universitat en 1993. En 2004, va rebre el Premi Zois per tota la seva carrera.

## Vida personal
Dovarin Dolar va dubtar si estudiar matemàtiques, física o química. Finalment es decantà per la química perquè volia estar a prop de les muntanyes (era un escalador i rescatista molt conegut durant la seva joventut) i en aquest moment hi havia una fàbrica prop que necessitava enginyers químics.
El seu pare era Simon Dolar, un professor de matemàtiques popular, que va ser responsable d'inspirar l'amor de Davorin de les ciències. Des del seu retir el 1989 a la seva mort el 2005, Dolar es va mantenir molt actiu en la comunitat acadèmica, sense deixar d'aconsellar als químics que aspiren fins al final de la seva vida.